# Markus Kotzur
Markus Kotzur (* 29. Juli 1968 in Coburg) ist ein deutscher Rechtswissenschaftler und Professor an der Universität Hamburg.

## Werdegang
Kotzur studierte Rechtswissenschaften an der Universität Freiburg und der Universität Bayreuth. Nach der Ersten Juristischen Staatsprüfung absolvierte er ein Magisterstudium an der Duke University in Durham, das er mit dem akademischen Grad LL.M. abschloss. Nach der Zweiten Juristischen Staatsprüfung 1996 wurde Kotzur wissenschaftlicher Assistent bei Peter Häberle an der Universität Bayreuth. Dort wurde er 2000 mit der Untersuchung „Theorieelemente des Internationalen Menschenrechtsschutzes. Das Beispiel der Präambel des Internationalen Paktes über bürgerliche und politische Rechte.“ zum Dr. iur. promoviert. 2002 habilitierte er sich mit der von Peter Häberle betreuten Arbeit „Grenznachbarschaftliche Zusammenarbeit in Europa“.
Ab dem Wintersemester 2002/03 vertrat Kotzur Lehrstühle an den Universitäten Köln, Dresden, Würzburg, Münster und Leipzig. Zum 1. November 2005 wurde er an die Universität Leipzig berufen, wo er den Lehrstuhl für Europarecht, Völkerrecht und öffentliches Recht innehatte und geschäftsführender Direktor des Instituts für Völkerrecht, Europarecht und ausländisches öffentliches Recht war. Seit dem 1. Februar 2012 ist er Professor für Europa- und Völkerrecht und stellvertretender Direktor des Instituts für Internationale Angelegenheiten an der Fakultät für Rechtswissenschaft an der Universität Hamburg.